# Kim Ch’ŏl Man
Kim Ch’ŏl Man, również Kim Cheol Man (kor. 김철만; ur. 2 listopada 1920 w P’yŏngan Południowym, zm. 3 grudnia 2018) – północnokoreański polityk i generał (대장) Koreańskiej Armii Ludowej, członek władz KRLD, weteran wojny koreańskiej.
Jeden z ostatnich żyjących przedstawicieli tzw. „pierwszej generacji” Korei Północnej, wywodzącej się z grupy towarzyszy broni Kim Ir Sena z 88 Brygady Strzelców Armii Czerwonej z siedzibą w Chabarowsku, z czasów przed zakończeniem II wojny światowej i powstaniem Koreańskiej Republiki Ludowo-Demokratycznej we wrześniu 1948 roku. Ponadto jeden z trzech marszałków KRLD, obok obecnego przywódcy Korei Północnej, Kim Dzong Una oraz obok innego przedstawiciela „pierwszej generacji”, Ri Ŭl Sŏla.

## Kariera
Kim Ch’ŏl Man urodził się w 1920 roku na terenach obecnej prowincji P’yŏngan Południowy. Szwagier Han Tŏk Su, byłego szefa Stowarzyszenia Koreańczyków w Japonii „Ch'ongryŏn”, najważniejszej koreańskiej organizacji emigracyjnej, popierającej władze Korei Północnej. Absolwent Akademii Wojskowej im. Frunzego w Moskwie, jeszcze w latach 40. XX wieku. Pułkownik od lipca 1948 (został wówczas dowódcą 25 pułku 10 Dywizji Koreańskiej Armii Ludowej), nominację generalską i stopień generała-majora otrzymał w 1955 roku, wraz z awansem na dowódcę 37 Dywizji KAL. Drugą generalską gwiazdkę (stopień generała-porucznika) otrzymał w lipcu 1962 roku. Dwa lata później, w 1964 roku został dowódcą operacyjnym w Ministerstwie Bezpieczeństwa Publicznego KRLD. Od stycznia 1965 dowódca II Korpusu KAL. Awansowany na generała-pułkownika (kor. 상장) w lutym 1968 roku, wraz z objęciem stanowiska zastępcy dowódcy Sztabu Generalnego KAL (od lipca 1970 – 1. zastępca szefa Sztabu).
W listopadzie 1970 roku, w ramach postanowień V Kongresu Partii Pracy Korei po raz pierwszy został członkiem Komitetu Centralnego PPK. Stanowisko to utrzymał po VI Kongresie w październiku 1980 roku, gdy został także zastępcą członka Biura Politycznego KC (był nim do września 1981), a także członkiem Centralnej Komisji Wojskowej KRLD, będącej (obok Komisji Obrony Narodowej najważniejszym organem decyzyjnym Korei Północnej w sprawach wojskowych.
Od 1989 roku czterogwiazdkowy generał (대장), wtedy także został dowódcą logistyki północnokoreańskiej armii. W grudniu tego samego roku został przewodniczącym II Komitetu Ekonomicznego KRLD. Od maja 1990 ponownie zastępca członka Biura Politycznego KC. Wtedy także po raz pierwszy wszedł do Komisji Obrony Narodowej, stanowisko utrzymał we wrześniu 1998 roku. W Komisji zasiadał do września roku 2003.
Deputowany Najwyższego Zgromadzenia Ludowego KRLD, parlamentu KRLD, od III do VI, a także od VIII do XII kadencji (tj. od października 1962 do lutego 1982 roku, następnie od listopada 1986 do dziś).
Podczas III Konferencji Partii Pracy Korei 28 września 2010 roku po raz kolejny zasiadł w samym Komitecie Centralnym, odszedł jednak ze stanowiska członka Centralnej Komisji Wojskowej i zastępcy członka Biura Politycznego KC.
Po śmierci Kim Dzong Ila w grudniu 2011 roku, Kim Ch’ŏl Man znalazł się na wysokim, 30. miejscu w 233-osobowym Komitecie Żałobnym. Świadczyło to o formalnej i faktycznej przynależności Kim Ch’ŏl Man do grona ścisłego kierownictwa politycznego Koreańskiej Republiki Ludowo-Demokratycznej. Według specjalistów, miejsca na listach tego typu określały rangę polityka w hierarchii aparatu władzy.

## Odznaczenia
Uhonorowany tytułem Bohatera Republiki we wrześniu 1968 roku, a w 1992 roku tytułem „Podwójnego Bohatera”. W kwietniu 2005 roku odznaczony przez prezydenta Rosji, Władimira Putina, za zasługi podczas II wojny światowej. Ponownie uhonorowany przez Rosjan w maju 2010, gdy otrzymał medal przy okazji obchodów 65. rocznicy zakończenia okupacji japońskiej i odzyskania przez Koreę niepodległości.